# HC Valpellice
Hockey Club Valpellice Bulldogs, zkráceně La Valpe, je italský klub ledního hokeje z městečka Torre Pellice nedaleko Turína. Domácím stadionem je Palaghiaccio olimpico di Torre Pellice Giorgio Cotta Morandini pro 2500 diváků, klubové barvy jsou červená a bílá.
Klub založili v roce 1934 bratři Giorgio a Giuseppe Cotta Morandini pod názvem Valpellice Sporting Club. V roce 1955 poprvé v historii postoupil do nejvyšší soutěže, ale v roce 1957 zkrachoval a činnost obnovil až v roce 1962. V letech 1976 až 1983 byl opět účastníkem první ligy, následovalo období finančních problémů, v letech 1992-1996 klub vůbec nehrál, protože jeho stadion byl uzavřen jako nevyhovující.
V roce 2000 se Valpellice sloučilo s HC Torino a vytvořili HC All Stars Piemonte, který hrál v sezóně 2003/04 nejvyšší soutěž, ale v roce 2008 se rozpadl. Mezitím obnovilo činnost původní Valpellice, které se roku 2009 vrátilo do ligy a v roce 2013 hrálo finále play-off. V letech 2013 a 2016 Valpellice vyhrálo italský pohár. V roce 2016 byla založena Alpská hokejová liga, do které přešly nejlepší italské kluby. HC Valpellice se do této soutěže z finančních důvodů nepřihlásilo a v sezóně 2016/17 hraje Serii C.
Trenérem Valpellice byl Tom Barrasso, hráli zde Brian Ihnacak, Stefan Della Rovere, Luca Felicetti, Ladislav Benýšek nebo Agris Saviels.